# Bunt
Bunt – zachowanie dewiacyjne wobec konformizmu. 
W koncepcji Roberta Mertona oznacza sposób przystosowania jednostki poprzez odrzucenie zarówno celów społecznych grupy (wartości), jak i społecznie uznawanych środków realizacji tych celów (norm) oraz zastąpienie ich własnymi wartościami i normami. Zachowania tego typu pojawiać mogą się pod wpływem frustracji i niezadowolenia, ale bunt niesie w sobie propozycję alternatywy, jak przypadku odrzucania kultury dominującej i zastępowania jej kontrkulturą.
Zachowanie w postaci buntu jest niestałą reakcją na anomię, jeśli buntujące się podgrupy nie są odizolowane od reszty społeczeństwa, co pozwalałoby im zwiększać własną zwartość. Gdy jednak zaczyna on obejmować większą część społeczeństwa, może prowadzić do rewolucji.
Merton odróżnia bunt od koncepcji resentymentu Nietzschego i Schelera. Resentyment w odróżnieniu od buntu nie prowadzi do całkowitej zmiany wartości: potajemnie pożądane wartości są jednocześnie jawnie potępiane.